# Martiri di Oaten Hill

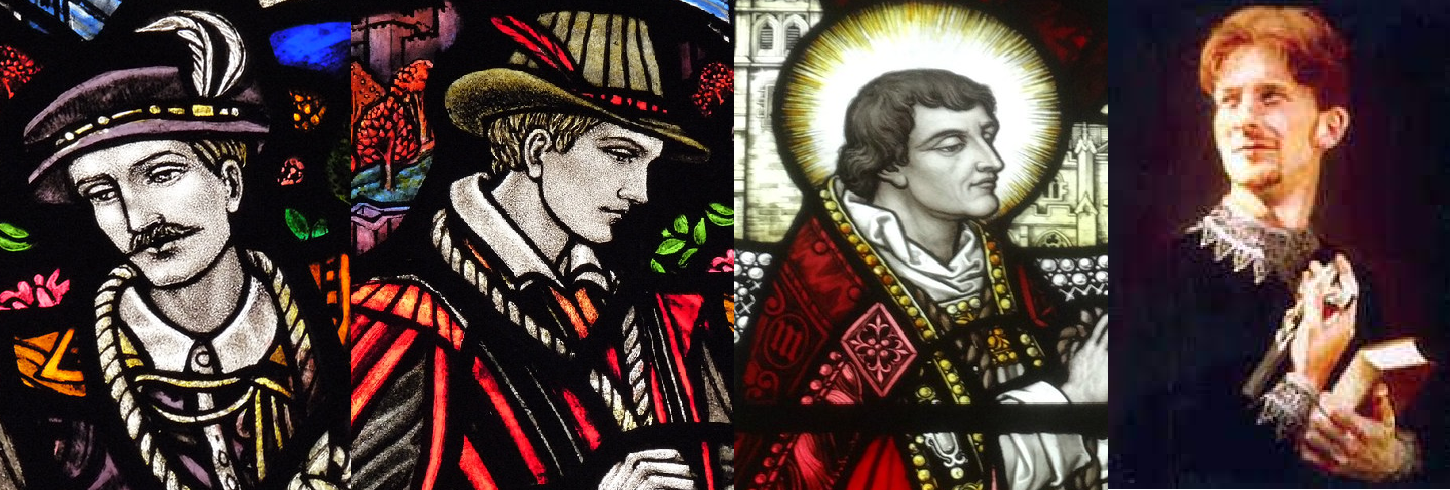
Martiri di Oaten Hill (Beato Robert Wilcox, Beato Gerard Edwardes detto "Edward Campion", Beato Christopher Buxton e Beato Robert Widmerpool)

I martiri di Oaten Hill furono dei martiri cattolici che sono stati giustiziati con l'impiccagione, sventramento e squartamento a Oaten Hill, Canterbury, il 1 ottobre 1588. Furono beatificati da papa Pio XI nel 1929.

## Martiri
- Beato Robert Wilcox (c.1558–1588)[3]
- Beato Edward Campion (c.1552–1588)[4]
- Beato Christopher Buxton (c.1562–1588)[5]
- Beato Robert Widmerpool (c.1560–1588)[6]